# Ptychodus
Ptychodus (del grec ptyche = plec, odus = dent) és un gènere extint de tauró hibodontiforme que visqué del Cretaci al Paleogen. Ptychodus feia prop de deu metres i fou descobert a Kansas, Estats Units.